# 괴목초등학교
괴목초등학교는 대한민국 전북특별자치도 무주군에 있는 초등학교다.

## 학교 연혁
- 1934. 04. 16. 무주공립보통학교 괴목간이학교 설립
- 1943. 05. 16. 괴목국민학교 인가
- 1954. 11. 28. 초리분교장 개설
- 1973. 03. 01. 특수지(벽지)학교 지정
- 1978. 03. 01. 문교부지정 급식 시범학교 운영
- 1990. 03. 01. 전라북도교육청지정 급식 시범학교 운영
- 1991. 02. 28. 초리분교장 폐쇄
- 1997. 03. 01. 무주교육청지정 과학교육 시범학교 운영
- 1998. 03. 01. 무주교육청지정 종일제 시범학교 운영
- 2014. 02. 14. 제65회 졸업(졸업생 누계 2,791명)
- 2014. 03. 01. 어울림학교 지정
- 2014. 03. 01. 제28대 이명숙 교장 취임
- 2015 .02. 13. 제66회 졸업(졸업생 누계 2,794명)